# Whitsbury
Whitsbury är en ort och civil parish i Storbritannien.   Den ligger i grevskapet Hampshire och riksdelen England, i den södra delen av landet, 130 km sydväst om huvudstaden London. Whitsbury ligger 90 meter över havet och antalet invånare är 185.
Terrängen runt Whitsbury är platt. Runt Whitsbury är det ganska tätbefolkat, med 222 invånare per kvadratkilometer. Närmaste större samhälle är Salisbury, 11,0 km norr om Whitsbury. Trakten runt Whitsbury består till största delen av jordbruksmark.